# Anna Hansson (författare)
Anna Hansson, född 18 juni 1981 i Ånge, är en svensk författare. Hansson är utbildad gymnasielärare och har också arbetat med dans.
Hon har skrivit över hundra böcker, och skriver mest lättlästa böcker om olika sorters djur.

### Ungdomsböcker
- Serien Dansfeber, Idus förlag, 
  - 2012 - Dansfeber ISBN 9789187001178
  - 2013 - Dansfeber smittar ISBN 9789187001604
  - 2013 - Alla har dansfeber ISBN 9789187001758
- 2013 - Wanted (med Marie Nilsson) ISBN 9789187001376

### Barnböcker
- 2013 - Drutten och Plutten - Människa sökes (med Jennie Elverstig, illustrationer Maria Andersson) Kikuli förlag ISBN 9789189610774
- Serien Stallet Lyckan, (Illustrationer Margareta Nordqvist), Nypon förlag
  - 2015 - En natt i stallet ISBN 9789175672878
  - 2015 - En häst på rymmen ISBN 9789175673707
  - 2016 - Ett hopp för stallet ISBN 9789175674476
  - 2016 - En ny häst i stallet ISBN 9789175676166
  - 2017 - En lång väg från stallet ISBN 9789175676180
  - 2017 - En överraskning i stallet ISBN 9789175678436
- Serien Klass 5C, (Illustrationer Sofia Falkenhem), Beta Pedagog
  - 2015 - Värsta dagen ISBN 9789188009135
  - 2016 - Den värsta utflykten ISBN 9789188009142
  - 2017 - Den värsta avslutningen! ISBN 9789188009159
  - 2018 - Den värsta vinsten! ISBN 9789188009630
- Serien Monsterhotellet, (illustrationer André Högbom), Beta Pedagog
  - 2015 - Halloweenfesten ISBN 9789186213855
  - 2015 - Storstädningen ISBN 9789186213862
  - 2015 - Dubbelbokningen ISBN 9789186213879
  - 2016 - Loppinvasionen ISBN 9789186213886
  - 2016 - Jul på Monsterhotellet ISBN 9789188009326
  - 2017 - Den nya soffan ISBN 9789186213909
  - 2017 - Småtomtar och troll ISBN 9789188009593
  - 2018 - Den stora påskmiddagen ISBN 9789188009623
  - 2018 - Jul igen på Monsterhotellet ISBN 9789188009791
  - 2019 - Frisörbesöket ISBN 9789188009982
  - 2019 - Huggtänderna ISBN 9789188871022
  - 2020 - Kloakmonstret checkar in ISBN 9789188871145
  - 2020 - Jakten på jultomten ISBN 9789188871268
- 2018 - Röster från andra sidan, (Illustrationer Oskar Aspman), Beta pedagog ISBN 9789188009678

### Faktaböcker
- Serien Fasliga fakta (illustrationer Maria Andersson), Rabén & Sjögren
  - 2015 - Fasliga fakta om rysliga varelser ISBN 9789129695250
  - 2016 - Fasliga fakta om äckliga kryp ISBN 9789129699562
  - 2016 - Fasliga fakta om märkliga platser ISBN 9789129697254
  - 2017 - Fasliga fakta om utdöda bestar ISBN 9789129701494
- Serien Mystiska myter (illustrationer Valentin Schönbeck) Beta pedagog
  - 2015 - Faraos förbannelse ISBN 9789188009074
  - 2016 - Bigfoot ISBN 9789188009081
  - 2017 - Spöktåget Silverpilen ISBN 9789188009098
  - 2018 - Vampyrer ISBN 9789188009609
- 2017 - Stora djurbajsboken, (iluustrationer Jimmy Wallin), Rabén & Sjögren ISBN 9789129704112
- Serien Intresseklubben Fakta, (illustrationer Maria Andersson Keusseyan) Rabén & Sjögren
  - 2017 - Myrstackarna ISBN 9789129701500
  - 2018 - Råttsvansarna ISBN 9789129705065
  - 2019 - Ormtjusarna ISBN 9789129714005
  - 2020 - Fiskstjärtarna
- 2018 - Fy, vad äckligt!, (illustrationer Johanna Kristiansson), Rabén & Sjögren ISBN 9789129708660
- 2019 - På jakt efter björn (med Jennie Elverstig, illustrationer Filippo Vanzo) Beta Pedagog ISBN 9789188009821
- 2020 - På jakt efter orre (med Jennie Elverstig, illustrationer Filippo Vanzo) Beta Pedagog ISBN 9789188871206
- 2020 - På jakt efter vildsvin (med Jennie Elverstig, illustrationer Filippo Vanzo) Beta Pedagog ISBN 9789188871091
- 2020 - Fantastiska djur i regnskogen, Beta Pedagog ISBN 9789188871282